# Louis van der Maas
Louis Marie van der Maas (Amsterdam, 20 februari 1869 - Blaricum, 19 april 1955) was een Nederlands beeldhouwer.

## Leven en werk
Van der Maas werd geboren aan de Westermarkt als zoon van de schilder en tekenleraar Jacobus Johannes van der Maas (1831-1915) en Jacoba Maria Louisa Muller (1839-1913). Hij werd opgeleid aan de Teekenschool voor Kunstambachten bij van Carl Geverding (1885-1886, 1889-1891) en aan de Quellinusschool als leerling van Louis Bourgonjon en Bart van Hove. Van 1891 tot 1905 reisde hij door Duitsland, Zwitserland en Italië, waar hij werkte aan diverse gebouwen. Terug in Nederland vestigde hij zich in Bussum, hij had er een eigen steen- en beeldhouwerij vlak achter het station. Hij maakte onder meer grafmonumenten en gevelstenen, daarnaast werkte hij mee aan een aantal kerkrestauraties.
Van der Maas trouwde in 1910 met de 16 jaar jongere Elisabeth Struwe (1885-1960), waarbij zijn zwagers Marius Heijl en Frans Zwollo als getuige optraden. Rond 1935 verhuisden zij naar Blaricum. Hij overleed er in 1955, op 86-jarige leeftijd.

## Werken (selectie)
- 1891-1905 beeldhouwwerk aan onder andere de Rochuskerk in Düsseldorf, het Rijksdaggebouw in Berlijn, de Tonhalle in Zürich en de Tietz-warenhuizen in Antwerpen[2]
- 1906 restauratie van een steen met het wapen van de stad Delden in het gemeentehuis van Delden
- 1934 restauratie Nederlands Hervormde kerk (Blaricum)
- steenhouwwerk voor villas Dennenoord en Oud Bussem, o.l.v. architect Karel de Bazel
- preekstoel voor de katholieke kerk in Naarden
- gevelsteen 't Hof in Heerde

- Biografisch Portaal: 48627371
- RKD-Nederlands Instituut voor Kunstgeschiedenis: 92557